# Чуйко Олександр Олександрович
Олекса́ндр Олекса́ндрович Чуйко́ (9 жовтня 1993, смт Антоніни, Хмельницька область — 6 березня 2022, Миколаївська область) — український військовослужбовець, капітан, командир вертолітної ланки вертолітної ескадрильї 18 ОБрАА Повітряних сил Збройних сил України. Лицар ордена Богдана Хмельницького II та III ступенів (2022, посмертно).

## Життєпис
Олександр Чуйко народився 9 жовтня 1993 року в смт Антоніни на Хмельниччині.
Після закінчення Харківського національного університету Повітряних сил імені Івана Кожедуба розпочав службу в 18-й окремій бригаді армійської авіації імені Івана Сікорського.
У 2017 році брав участь у Миротворчій місії ООН у Республіці Конго.
Учасник АТО/OOC. З початком широкомасштабного російського вторгнення знову виконував бойові завдання.
Загинув 6 березня 2022 року на Миколаївщині, коли російські агресори збили два гелікоптери 18-тої окремої бригади армійської авіації. Також загинули  штурман вертолітної ланки вертолітної ескадрильї капітан Сергій Бондаренко, штурман-льотчик вертолітної ланки вертолітної ескадрильї майор Костянтин Зебницький, командир вертолітної ланки вертолітної ескадрильї капітан Владислав Горбань, старший бортовий інженер-інструктор майор Ігор Туревич, старший бортовий технік капітан Ігор Пазич.
Попрощалися із загиблими 17 березня 2022 року в Полтаві біля Свято-Успенського собору. Архієпископ Полтавський і Кременчуцький Федір разом з іншими священниками провів заупокійний молебень.
Похований на Алеї Слави кладовища «Сухий Яр» у м. Біла Церква на Київщині.
Залишилися дружина та дві доньки.

## Нагороди
- орден Богдана Хмельницького II ступеня (30 березня 2022, посмертно) — за особисту мужність і самовіддані дії, виявлені у захисті державного суверенітету та територіальної цілісності України, вірність військовій присязі[4];
- орден Богдана Хмельницького III ступеня (12 березня 2022) — за особисту мужність і самовіддані дії, виявлені у захисті державного суверенітету та територіальної цілісності України, вірність військовій присязі[5].